# August Wilhelm Ernesti
August Wilhelm Ernesti (* 26. November 1733 in Frohndorf; † 29. Juli 1801 in Leipzig) war ein deutscher Altphilologe.

## Leben
Ernesti war Sohn eines Pfarrers. Er legte sein Abitur an der Thomasschule zu Leipzig ab. Danach studierte er an der Universität Leipzig. Im Jahr 1757 erwarb er seinen Magister, und 1758 wurde er zum Dr. phil. promoviert. 1765 wurde er außerordentlicher und 1770 ordentlicher Professor der Eloquenz an der Leipziger Universität. Mehrmals war er deren Rektor. Sein Onkel war der Professor Johann August Ernesti.
Ab 1776 war Ernesti Mitglied der Leipziger Gelehrtengesellschaft Societas Jablonoviana.